# مارتین کلاین
مارتین کلین (چکی: Martin Klein؛ زادهٔ ۲ ژوئیهٔ ۱۹۸۴) بازیکن سابق فوتبال اهل جمهوری چک است.
از باشگاه‌هایی که در آن بازی کرده‌است می‌توان به باشگاه فوتبال فرنتس‌واروش، باشگاه فوتبال قونیه‌اسپور، باشگاه فوتبال اسپارتا پراگ، و باشگاه فوتبال تپلیس اشاره کرد.
وی همچنین در تیم‌های ملی فوتبال زیر ۲۱ سال جمهوری چک و جمهوری چک بازی کرده‌است.